# Istituto Internazionale di Ricerche sulla Pace di Stoccolma
L'Istituto Internazionale di Ricerche sulla Pace di Stoccolma (IIRPS, in inglese Stockholm International Peace Research Institute, SIPRI) è un istituto internazionale indipendente, fondato nel 1966 per commemorare i 150 anni di pace ininterrotta in Svezia, che si occupa di peace studies.

## Obiettivo
Il suo compito è quello di condurre ricerche scientifiche in materia di conflitti e cooperazione, di importanza per la pace e la sicurezza internazionale, allo scopo di contribuire a una comprensione delle condizioni per soluzioni pacifiche ai conflitti internazionali e per una pace stabile.
Attraverso le sue ricerche il SIPRI rende accessibili informazioni imparziali su sviluppo degli armamenti, spese militari, produzione e commercio di armi, controllo degli armamenti e disarmo, oltre che su conflitti, prevenzione dei conflitti, sicurezza regionale e industria della difesa. I risultati del SIPRI vengono diffusi principalmente tramite libri, rapporti e altre pubblicazioni, oltre che tramite il suo sito web. 
La principale pubblicazione dell'istituto è il SIPRI Yearbook, un compendio annuale dei principali avvenimenti e statistiche in tema di sicurezza internazionale e armamenti; dal 2011, ne viene distribuita una sintesi in lingua italiana edita dal Torino World Affairs Institute.
Secondo il rapporto annuale pubblicato nel 2018, nei tre anni dell'intervento militare in Siria la Russia era divenuta il terzo produttore mondiale di armamenti con una quota pari al 10%, preceduta solamente da U.S.A. e Gran Bretagna. Undici aziende russe erano presenti nella classifica dei primi 100 più grandi produttori a livello globale, sebbene dieci società della NATO – di cui sette statunitensi e tre europee – continuassero a detenere il 53% del valore mondiale degli scambi di settore.